# Anvar Gafurov
Anvar Gafurov (uz: Анвар Ғофуров; sinh ngày 14 tháng 5 năm 1982) là một cầu thủ bóng đá người Uzbekistan hiện tại thi đấu cho FC Bunyodkor ở vị trí hậu vệ.

## Sự nghiệp
Anvar Gafurov thi đấu cho FC Bunyodkor kể từ năm 2009 sau khi chuyển từ Mash'al Mubarek.
Ngày 26 tháng 7 năm 2017, Gafurov ký hợp đồng lại với FC Bunyodkor.